# A Fülöp-szigetek az 1960. évi nyári olimpiai játékokon
A Fülöp-szigetek az olaszországi Rómában megrendezett 1960. évi nyári olimpiai játékok egyik részt vevő nemzete volt. Az országot az olimpián 7 sportágban 40 sportoló képviselte, akik érmet nem szereztek.

## Atlétika
Férfi
| Versenyző                                                 | Versenyszám     | Előfutam | Előfutam | Negyeddöntő | Negyeddöntő | Elődöntő | Elődöntő | Döntő   | Döntő    |
| Versenyző                                                 | Versenyszám     | Idő      | Hely.    | Idő         | Hely.       | Idő      | Hely.    | Idő     | Helyezés |
| --------------------------------------------------------- | --------------- | -------- | -------- | ----------- | ----------- | -------- | -------- | ------- | -------- |
| Isaac Gómez                                               | 100 m           | 11,0     | 5.       | kiesett     | kiesett     | kiesett  | kiesett  | kiesett | kiesett  |
| Enrique Bautista                                          | 200 m           | 23,0     | 5.       | kiesett     | kiesett     | kiesett  | kiesett  | kiesett | kiesett  |
| Claro Pellosis                                            | 400 m           | 51,4     | 6.       | kiesett     | kiesett     | kiesett  | kiesett  | kiesett | kiesett  |
| Remegio Vista Isaac Gómez Enrique Bautista Rogelio Onofre | 4 × 100 m váltó | 41,4     | 4.       |             | kiesett     | kiesett  | kiesett  | kiesett |          |

Női
| Versenyző     | Versenyszám | Előfutam | Előfutam | Negyeddöntő | Negyeddöntő | Elődöntő | Elődöntő | Döntő   | Döntő    |
| Versenyző     | Versenyszám | Idő      | Hely.    | Idő         | Hely.       | Idő      | Hely.    | Idő     | Helyezés |
| ------------- | ----------- | -------- | -------- | ----------- | ----------- | -------- | -------- | ------- | -------- |
| Mona Sulaiman | 100 m       | 12,1     | 2.       | 12,4        | 6.          | kiesett  | kiesett  | kiesett | kiesett  |
| Mona Sulaiman | 200 m       | 25,8     | 4.       |             | kiesett     | kiesett  | kiesett  | kiesett |          |

| Versenyző         | Versenyszám | Selejtező | Selejtező | Döntő    | Döntő    |
| Versenyző         | Versenyszám | Eredmény  | Helyezés  | Eredmény | Helyezés |
| ----------------- | ----------- | --------- | --------- | -------- | -------- |
| Visitación Badana | Távolugrás  | 559 cm    | 24.       | kiesett  | kiesett  |

## Kosárlabda
| Fülöp-szigeteki férfi kosárlabdacsapat-játékoskeret                                                 | Fülöp-szigeteki férfi kosárlabdacsapat-játékoskeret                                                 |
| --------------------------------------------------------------------------------------------------- | --------------------------------------------------------------------------------------------------- |
| - Emilio Achacoso - Kurt Bachmann - Carlos Badion - Ciso Bernardo - Geronimo Cruz - Alfonso Marquez | - Ed Ocampo - Constancio Ortiz - Eduardo Pacheco - Cristobal Ramas - Edgardo Roque - Roberto Yburan |

### Eredmények
Csoportkör
D csoport
| Csapat               | M | Gy | V | P+  | P–  | Pk  |
| -------------------- | - | -- | - | --- | --- | --- |
| Uruguay (URU)        | 3 | 2  | 1 | 228 | 225 | +3  |
| Lengyelország (POL)  | 3 | 2  | 1 | 233 | 207 | +26 |
| Fülöp-szigetek (PHI) | 3 | 1  | 2 | 228 | 248 | –20 |
| Spanyolország (ESP)  | 3 | 1  | 2 | 222 | 231 | –9  |

| 1960. augusztus 26. 14:30 | Lengyelország (POL) | 86 – 68 | Fülöp-szigetek (PHI) |  |
| 1960. augusztus 26. 14:30 | (44 – 31)           |         |                      |  |

| 1960. augusztus 27. 17:30 | Fülöp-szigetek (PHI) | 84 – 82 | Spanyolország (ESP) |  |
| 1960. augusztus 27. 17:30 | (35 – 33)            |         |                     |  |

| 1960. augusztus 29. 14:30 | Uruguay (URU) | 80 – 76 | Fülöp-szigetek (PHI) |  |
| 1960. augusztus 29. 14:30 | (38 – 37)     |         |                      |  |

A 9–15. helyért
G csoport
| Csapat               | M | Gy | V | P+  | P–  | Pk  |
| -------------------- | - | -- | - | --- | --- | --- |
| Magyarország (HUN)   | 2 | 2  | 0 | 165 | 150 | +15 |
| Fülöp-szigetek (PHI) | 2 | 1  | 1 | 152 | 161 | –9  |
| Puerto Rico (PUR)    | 2 | 0  | 2 | 160 | 166 | –6  |

| 1960. szeptember 1. 16:00 | Fülöp-szigetek (PHI) | 82 – 80 | Puerto Rico (PUR) |  |
| 1960. szeptember 1. 16:00 | (41 – 42)            |         |                   |  |

| 1960. szeptember 3. 16:00 | Magyarország (HUN) | 81 – 70 | Fülöp-szigetek (PHI) |  |
| 1960. szeptember 3. 16:00 | (35 – 28)          |         |                      |  |

A 9–12. helyért
| 1960. szeptember 8. 11:30 | Franciaország (FRA) | 122 – 75 | Fülöp-szigetek (PHI) |  |
| 1960. szeptember 8. 11:30 | (59 – 32)           |          |                      |  |

| 1960. szeptember 10. 10:00 | Fülöp-szigetek (PHI) | 65 – 64 | Mexikó (MEX) |  |
| 1960. szeptember 10. 10:00 | (37 – 31)            |         |              |  |

A táblázat tartalmazza a 9–15. helyért lejátszott Magyarország – Fülöp-szigetek 81–70-es eredményt.
| Csapat               | M | Gy | V | P+  | P–  | Pk  |
| -------------------- | - | -- | - | --- | --- | --- |
| Magyarország (HUN)   | 3 | 2  | 1 | 212 | 209 | +3  |
| Franciaország (FRA)  | 3 | 2  | 1 | 283 | 211 | +72 |
| Fülöp-szigetek (PHI) | 3 | 1  | 2 | 210 | 267 | –57 |
| Mexikó (MEX)         | 3 | 1  | 2 | 195 | 213 | –18 |

| Csapat               | Helyezés |
| -------------------- | -------- |
| Fülöp-szigetek (PHI) | 11.      |

## Ökölvívás
| Versenyző         | Versenyszám | Selejtező         | 32-es főtábla                  | Nyolcaddöntő      | Negyeddöntő       | Elődöntő          | Döntő             | Helyezés |
| Versenyző         | Versenyszám | Ellenfél Eredmény | Ellenfél Eredmény              | Ellenfél Eredmény | Ellenfél Eredmény | Ellenfél Eredmény | Ellenfél Eredmény | Helyezés |
| ----------------- | ----------- | ----------------- | ------------------------------ | ----------------- | ----------------- | ----------------- | ----------------- | -------- |
| Segundo Macalalad | Légsúly     | erőnyerő          | Miguel Ángel Botta (ARG) · 2-3 | kiesett           | kiesett           | kiesett           | kiesett           | 17.      |

## Sportlövészet
Férfi
| Versenyző         | Versenyszám                    | Selejtező | Selejtező  | Selejtező  | Döntő   | Döntő    |
| Versenyző         | Versenyszám                    | Csoport   | Pont       | Helyezés   | Pont    | Helyezés |
| ----------------- | ------------------------------ | --------- | ---------- | ---------- | ------- | -------- |
| Horacio Miranda   | Gyorstüzelő pisztoly           |           |            |            | 531     | 53.      |
| José Agdamag      | Szabadpisztoly                 | A         | 332        | 26.        | 490     | 53.      |
| Adolfo Feliciano  | Szabadpuska, összetett (300 m) | A         | 555        | 6.         | 1072    | 28.      |
| Adolfo Feliciano  | Sportpuska, összetett          | B         | 533        | 25.        | 1103    | 40.      |
| Bernardo San Juan | Sportpuska, összetett          | A         | 536        | 23.        | 1083    | 51.      |
| Hernando Castelo  | Sportpuska, fekvő              | A         | 383        | 19.        | 566     | 52.      |
| César Jayme       | Sportpuska, fekvő              | B         | 382        | 17.        | 571     | 44.      |
| Enrique Beech     | Trap                           |           | nincs adat | nincs adat | kiesett | kiesett  |

## Súlyemelés
| Versenyző      | Versenyszám | Nyomás   | Nyomás   | Szakítás | Szakítás | Lökés                    | Lökés                    | Összesen | Helyezés |
| Versenyző      | Versenyszám | Eredmény | Helyezés | Eredmény | Helyezés | Eredmény                 | Helyezés                 | Összesen | Helyezés |
| -------------- | ----------- | -------- | -------- | -------- | -------- | ------------------------ | ------------------------ | -------- | -------- |
| Alberto Canlas | 56 kg       | 85,0     | =16.     | 82,5     | =18.     | érvényes kísérlet nélkül | érvényes kísérlet nélkül | kiesett  | kiesett  |
| Alberto Nogar  | 60 kg       | 97,5     | =9.      | 100,0    | =7.      | 127,5                    | =10.                     | 325,0    | 8.       |

## Úszás
Férfi
| Versenyző                                                   | Versenyszám            | Előfutam | Előfutam | Előfutam | Elődöntő | Elődöntő | Elődöntő | Döntő   | Döntő    |
| Versenyző                                                   | Versenyszám            | Idő      | Hely.    | Össz.    | Idő      | Hely.    | Össz.    | Idő     | Helyezés |
| ----------------------------------------------------------- | ---------------------- | -------- | -------- | -------- | -------- | -------- | -------- | ------- | -------- |
| Freddie Elizalde                                            | 100 m gyors            | 1:03,0   | 7.       | 46.*     | kiesett  | kiesett  | kiesett  | kiesett | kiesett  |
| Bana Sailani                                                | 400 m gyors            | 4:40,2   | 4.       | 21.      |          |          |          | kiesett | kiesett  |
| Bana Sailani                                                | 1500 m gyors           | 18:18,8  | 2.       | 10.      |          |          |          | kiesett | kiesett  |
| Lorenzo Cortez                                              | 100 m hát              | 1:08,7   | 6.       | 31.      | kiesett  | kiesett  | kiesett  | kiesett | kiesett  |
| Antonio Saloso                                              | 200 m mell             | 2:53,3   | 5.       | 33.      | kiesett  | kiesett  | kiesett  | kiesett | kiesett  |
| Amir Hussin Hamsain                                         | 200 m pillangó         | 2:27,9   | 4.       | 22.      | kiesett  | kiesett  | kiesett  | kiesett | kiesett  |
| Ahiron Radjae                                               | 200 m pillangó         | 2:39,8   | 6.       | 31.      | kiesett  | kiesett  | kiesett  | kiesett | kiesett  |
| Lorenzo Cortez Antonio Saloso Freddie Elizalde Bana Sailani | 4 × 100 m vegyes váltó | 4:28,0   | 5.       | 15.      |          |          |          | kiesett | kiesett  |

Női
| Versenyző        | Versenyszám    | Előfutam | Előfutam | Előfutam | Elődöntő | Elődöntő | Elődöntő | Döntő   | Döntő    |
| Versenyző        | Versenyszám    | Idő      | Hely.    | Össz.    | Idő      | Hely.    | Össz.    | Idő     | Helyezés |
| ---------------- | -------------- | -------- | -------- | -------- | -------- | -------- | -------- | ------- | -------- |
| Haydée Coloso    | 100 m gyors    | 1:07,8   | 6.       | 25.      | kiesett  | kiesett  | kiesett  | kiesett | kiesett  |
| Sandra von Giese | 100 m pillangó | 1:16,3   | 5.       | 16.      |          |          |          | kiesett | kiesett  |

* - egy másik versenyzővel azonos időt ért el

## Vitorlázás
Nyílt
| Versenyző                                          | Versenyszám | Futam | Futam | Futam | Futam | Futam | Futam | Futam | Pontszám | Helyezés |
| Versenyző                                          | Versenyszám | 1     | 2     | 3     | 4     | 5     | 6     | 7     | Pontszám | Helyezés |
| -------------------------------------------------- | ----------- | ----- | ----- | ----- | ----- | ----- | ----- | ----- | -------- | -------- |
| Francisco Gonzales Fausto Preysler Jesús Villareal | Sárkányhajó | 231   | 134   | 171   | 231   | 277   | 171   | (0)   | 1215     | 24.      |